# 福島第一原子力発電所7、8号機の増設計画の経緯
福島第一原子力発電所7、8号機の増設計画の経緯（ふくしまだいいちでんしりょくはつでんしょしちはちごうきのぞうせつけいかくのけいい）では東京電力福島第一原子力発電所にて7・8号機が計画され中止に至った経緯について説明する。

## 背景
元々福島第一原子力発電所の敷地は広大で、1960年代の用地買収の頃から福島県は8基程度の炉を設置することが可能と見ていた。後述する7･8号機の増設予定地は5,6号機の北側とされた。ただし『政経東北』はこの増設用地を「将来の増設計画をにらんで先行取得したものではなく、用地交渉の過程で地権者から要望があって買収した」としている。隣接地の面積は約150万m2と見積もられた。
1973年、東京電力会長であった木川田一隆は「福島県における原発立地は十基をもって打ち止めにしたい」と述べていた。その後、福島第一は1979年に6基のプラント竣工を持って同所の建設事務所を廃止し、福島第二は4基のプラントを建設、1987年に4号機が竣工した。これを以って福島県内には東京電力の原子力プラントが計10基運転することとなった。
1981年、東京電力は東北電力と共に青森県内に東通原子力発電所計画を公表したが、産業用電力需要の伸びが鈍化したことから同計画は度々延期されていた。計画を公表した頃既に50万V送電線の基幹系統が一般化していたが、東京電力は同地から首都圏へ送電した際に送電ロスが30%を超えると試算しており、立地点としては経済性で劣っていた。
また1976年頃より西ドイツ（当時）のクラフトベルク・ユニオン(KWU,de）と東京電力は接触を持ち、1981年より1986年まで同社が開発した西ドイツの標準型炉、K-PWR（KWU Pressurized Water Reactor）を日本仕様に仕立て直したJK-PWRの採用を検討しており、その候補地として本発電所が挙がったこともある（詳細は同項目参照）。
その後1986年、岩本忠夫は双葉町長に就任して間もない頃に『エネルギーフォーラム』の取材に対して「増設の話があれば町議会でじっくり検討、町民の合意を得る努力の後にそれを認める方向を打ち出してもいいと考えているところです」と述べていた。

## ポスト原発の低迷と交付金の減少
『政経東北』によると東京電力は1991年夏に原子力発電所の増設を設備投資計画に盛り込んだとされる。これに呼応して双葉町の誘致活動が表面化していった。
双葉町の電源三法交付金は1974年から交付が開始されたが1987年には打ち切られ、その合計額は33億2200万円であった。この他大規模償却資産税が1979年より計上され1990年までの合計は165億6000万円であったが、ピークは1983年であり、償却の進展に併せ減少傾向にあった。このような町財政の先細りを見越して「ポスト原発」のための工場誘致などが試みられたが、1980年代、製造事業所の数は30前後、従業員数は500-600名程度を推移するにとどまり、明るい材料は少なかった。これが増設誘致に至る経済的な背景をなしていく。続いて双葉町は1990年に地方交付税の交付団体にも転落した。このため、双葉郡自治体の中で「置いてけぼりを食ったという思いが強い」との指摘もあった。

## 誘致決議と長期計画への組入れ
1991年9月25日、双葉町議会は8時間の審議の後全会一致で増設誘致決議を採択した。提案したのは木幡忠照町議である。当時の議会構成は無所属14名、公明党、社会党がそれぞれ1人ずつであった。木幡は「五年ほど前から増設について東京電力や通産省に打診していたが、色よい返事は得られなかった。しかし一方で町の財政は悪くなっており、ここで財源を確保しなければと思った」と胸中を明かしている。一方『原子力資料情報室通信』1992年5月号によれば、国会陳情で上京した際には東京電力にも立ち寄ることにしており、その際に「増設してもらえないか」と持ちかけられたという。また、木幡は本発電所が建設された頃は「何とバカなことを」と酷評していたが、町議になってから態度を転換、社会党の説得に奔走した。町が主体的に行う決議のため、発起者は東京電力と係わりの無い人物であることが望まれたが、当時の町議16名の内、本人や近親者に東京電力や関連会社と係わりを持たない者は木幡ただ一人であったという。
この後、岩本町長は町内全地区で行政懇談会を開いて理解が得られたとし、東京電力、福島県、資源エネルギー庁、科学技術庁に増設の正式要請を行った。
東京電力は「感謝にたえない。着実に進める」と回答、1992年4月10日明らかにした施設計画に、2001年度運転開始予定として、場所は明示しなかったものの新規原子炉1基の建設を盛り込んだ。1993年度には2機の増設を自社の長期計画に組み入れた。ただしこの時点では自社の長期計画で「場所を明示しない記号地点」として原子力プラントに付与しているナンバー（N1、N2）として表記され、立地点はあくまでマスコミの予想に過ぎなかった。
なお『福島民友』が1992年1月に実施した町民250人への電話世論調査では、賛成30％、反対30.4％、どちらともいえない24.4％、分からない10％、言えない5.2％との結果を得たが、町政に対しては「安全性の確保」「自助努力の推進」を訴える苦情も相次いだという。

## 増設の申し入れと福島県の不信感
原子炉増設に際しては県知事の了解を得る必要があり、知事の動向は注目され続けた。まず、この点について説明する。東京電力は福島第一原子力発電所1号機の建設に伴い、1969年4月に県と安全協定を締結したがこの協定は1973年2月19日に最初の改訂が行われ、第2条において「発電所の新増設計画、冷却水の取廃水計画およびそれらの計画に伴う土地の利用計画などについて、事前に県の了解を得るもの」と取決めされた。以降の改訂においても県の了解を必要とする旨の規定は残された。
東京電力が県に正式申し入れをする前に、不可解な説明を行っている旨が佐藤栄佐久から指摘されている。まず、1994年7月1日、社長の荒木浩が訪れ、マスコミの居ない場での会談で「明治以来の発電への貢献に対する礼」と称して下記を提示した。
1. 浜通りにJリーグナショナルトレーニングセンター（略称NTC、後のJビレッジ）の建設
2. 中通り振興のため郡山にJリーグサッカースタジアムを建設しチームを誘致
3. 会津地方に美術館の建設

これに対して佐藤栄佐久は賛意を示した。しかし、翌8月22日に東京電力の担当者が来庁した際には佐藤栄佐久に会いもせず、7・8号機の増設とトレーニングセンターの建設だけが記者会見で明らかにされた。マスメディアはトレーニングセンターを見返りとして報じ、佐野鋭のようにNTCの建設を「東電が県に送った絶妙なパス」と評する向きもあったが、7月の会談では7・8号機の話は出ていなかったため、佐藤栄佐久は「東電が自分を欺いた」と受け取った。
福島県に対しては1994年9月に正式な申し入れをし、その当時の運転開始予定は7号機が2004年度、8号機が2005年度だったが、この頃から上記共用プール設置問題などを端緒として東京電力に対して佐藤栄佐久は不信感を持っており、県の姿勢が報じられる時は常に「慎重」の言が付随した。
福島県も佐藤栄佐久の意向と歩調を合わせ、双葉町などが進める増設誘致には冷淡だった。県が慎重姿勢を取ったのは下記の理由によるとされる。
- 知事である佐藤栄佐久が抱いた東京電力への不信感
- 県は「広域的」かつ「恒久的」な地域振興の方策を模索しており、増設では問題の解決に繋がらないと考えたこと[24]。
- 北側の相馬、原町両市他2市3町1村で構成される「相馬広域市町村協議会」が増設反対の意見書を採択しており[12]、双葉町だけに目を向けている訳ではない福島県も、このような事情や相双地帯としての地域の一体性（佐野は新聞の地方版が一体であることを例示）を考慮した[25]。
- 浪江・小高原子力発電所の用地買収が舛倉隆率いる反対運動で停滞していた事との関係性。本件は1968年以来の経緯があり、増設決議のように短期間で浮上した案件ではなく、国から要対策重要電源指定を受けていた。すぐ隣の双葉町で増設計画が進行すれば、東北電力と共に用地取得を進めてきた県の面目が潰れる。ただし、福島県はこの見方を否定している[26][注 3]。
- 1988年の県知事選挙でのしこり。佐藤栄佐久の対抗馬であった広瀬元建設省技監を押していた当時の自民党主流派のリーダーは天野光晴元建設大臣で、双葉町の出身でもあったため、双葉地方の町村長は広瀬を支援した。しかし佐藤栄佐久が当選したため、双葉地方との関係がしこりとして残ったとされる[26]。

佐野鋭によるとこうした懸念材料に対して、東京電力は上記の知事への交渉の他、地道に足固めを行っていた。地元での勉強会への参加していた他、例えば1994年3月、浪江と双葉の青年会議所が「豊かな海、輝く海との共生」という提言書をまとめた件が挙げられている。陰で東京電力のスタッフが入れ知恵をしており、青年会議所を足掛かりに政界に進出した佐藤栄佐久を心理的に揺さぶるための策だったという。
なお、トレーニングセンターの建設費は約130億円と見込まれたが、7・8号機の増設後の償却年数で割ると1kW辺り7銭となる。『日経産業新聞』の後藤康浩は、発電原価1kW辺り10円と仮定しても、その1%にも満たない旨を提示しつつ、「わずかに見えるが、この数値が今後、原発新規立地の際に地元から電力会社に施設建設を要求する基準にならないとも限らない」と警鐘している。また、増設計画の公表に際して『政経東北』は「昭和四十六年に運開した福島第一原発1号機は平成十三年ごろには更新時期を迎える。（中略）更新時期になったとき、原発立地県はどう対応するのか。原発の先進県、日本一の原発立地県である福島県で、この点にまで言及している人は誰もいない」と評している。
東京電力は1995年に県に対して環境アセスメントの申し入れを行い、知事はアセスメント実施を受け入れを表明した。また東京電力から正式な地元自治体への増設申し入れは1997年1月まで延期された。なお、7・8号機の立地見返りの意味を含ませて建設されたJビレッジは1997年夏の完成を予定していたが、これを見込んでの時期決定でもあった。
しかしながら、1997年3月11日には動力炉・核燃料開発事業団の東海事業所再処理施設アスファルト固化処理施設で火災爆発事故が発生し、その収束過程で情報隠しや泥縄的対応が指摘されていたため、佐藤栄佐久は「動燃問題の結末が見えなければ着手しない」と手続きを進めることに否定的だった。その後、佐藤栄佐久は2000年2月8日に副社長の種市健が設備投資の圧縮により、新規電源の開発計画を3～5年凍結すると発表した際、（増設誘致と同時期に計画進行していた既設プラントでの）「プルサーマルを受け入れなければ福島県の他の発電所の建設もやめるよ」という脅しと解釈し、7・8号機の増設については「私は認めるつもりはなかった」と回顧している。
もっとも、共産党が1999年4月の県議会で初めて5議席を獲得し、議会内交渉会派となった際、『政経東北』は「口では慎重論を唱えながら、Jビレッジほか百六十億円にも上る高額の寄付を東京電力から受けている。「これはこれ、それはそれ」といった言い訳は世間に通用する話ではない。」「環境アセスメント報告書受理など、「外堀から埋めてください」と言わんばかり」と共産党が議会で狙い撃ちにしてくる可能性を前提としつつ、佐藤栄佐久を批判している。

## 1990年代の地元市町村の態度

### 双葉郡
後述するように双葉町は大規模な公共投資を実施したが、程度の差こそあれ、増設に期待をかけていたのは双葉町だけではなかった。
双葉郡の町村は増設を足掛かりに、見返りとして常磐線の完全な複線化や常磐自動車道の仙台延伸と結びつける動きもあり、佐野鋭は「「広域的、恒久的な地域振興策を」という問題提起に対して、今度は県が建設地点選定というかたちで回答を示す番」と述べている。阪神・淡路大震災が発生した1995年の大熊町議会第1回定例会では、増設と原子力防災を結び付け、地域振興の名目で積極的な道路整備を図る提案がなされた。具体的には当時延伸予定だった常磐自動車道富岡大熊IC予定地から浜街道（国道6号線）までの4車線道路の整備である。もっとも、提案議員も「今は無駄であると思うかもしれませんが」と前置きし、また、地元の地権者会議では4車線は不要との意見もあったが、町としては4車線で計画を進める旨答弁された。
佐藤栄佐久が増設受入を引き延ばす中、地元では福島県の大きさによる会津、中通り、浜通りの各地域の風土の差から「火発と原発の増設によって浜通り地域の財政だけが潤うのは県全体のバランスからみて好ましくないというわけだ」といった県政に対する憶測も流れていたという。
双葉町に増設される7・8号機は大熊町から見ると電源三法などで交付金の対象となる「隣接町」に当たる。元東京電力社員で本発電所1～6号機建設時の町長だった志賀秀正の息子に当たる大熊町長、志賀秀朗は増設問題に対して1999年、『月刊エネルギー』に「県が求めるバックエンド対策や地域振興などに国がきちんとこたえれば、県も了解するはずだ。私自身はいちがいに増設を進めろ、という気はない。増設が決まり、建設がはじまれば、町の景気はよくなり、財政も潤う。しかし、財政はあくまでも健全でなければならないし、用途と期限が限られた交付金では、地域振興に結び付きにくい。もし、現状のままなら私は交付金不要論者だ」と述べ、岩本も電源三法交付金について、使途を柔軟化することに注文を付けている。なおこれに先立つ1997年、岩本は「モノ造りより人づくりを目指したい。そのために大学が欲しい。巨大技術と縁を切るわけにはいかないのだから、原子力工学、エネルギー工学の専門家を育てて地域に根付かせたい。それが新たな国策貢献にもなる」と過去の箱物志向からの転換を既に視野に入れている。

### 周辺市町村郡
ここでは双葉郡のような立地町として電源三法の指定を受けない周辺市町村の姿勢について述べる。1991年12月、電源三法で指定される立地町村より遠隔に所在する相馬地方広域市町村圏組合議会は誘致反対の意見書を採択した。しかし、『政経東北』1994年10月こうした周辺市町村首長の懸念は建前論であり、それを敢えて口に出すのは電源三法の無い市町村が不景気をかこっているのが首長の政治的手腕が無いことによるように見えるためであるとの分析を紹介している。ただし、この決議から3年ほど経過すると原町市長のように事態を静観する構えに転じる向きも出ていた。この背景には村山内閣の誕生により社会党が原発容認に転換し、当時反対運動が下火になっている事情もあった。

### 郡山市再開発への寄付
1999年3月には、郡山市西口再開発事業で市が建設する再開発ビルに設けるプラネタリウムの費用を東京電力が市に寄付することが発表された。ふれあい科学館と呼ばれるこの施設は事業費47億円を要し、内施設費は33億円であり、この施設費に合わせる形で寄付額は30億円と決められた。市側は3月15日から各企業に寄付の申入れ活動を開始したと新聞の取材に対してコメントしたが、『政経東北』1999年4月号によると実際には3月上旬に寄付の情報が流れており金額も大きく検討時間も必要なことから、「かなり以前に寄付申入れを受けたのは間違いない」としてこのコメントを否定し、背景に7・8号機の増設問題とプルサーマルを挙げている。
なお、1999年3月23日の記者会見で佐藤は「原発の増設は頭にない」と回答し、寄付が増設の件で東京電力を利することは無かった。

## コストダウンを重視した設計方針
1990年代は国内外の原子力発電建設需要が伸び悩み、また、日本政府は大口需要家向け電力自由化に先立って、電気料金の引き下げを求めていた。これに対応するため東京電力は7・8号機の建設費を従来より削減することを決め、様々な手を打って行った。
1995年には高額部材については東京電力が直接購入してメーカーに支給することとした。この背景として、当時東京電力は海外製品の活用に目をつけていたことがある。しかし、従来の発注方式はプラント一式を部材調達まで含めて一括で発注する方式であったため、受注企業に間接的に海外製品を奨励することが限度であった。しかし、柏崎刈羽原子力発電所6、7号機の建設に際して試験的にコンデンサーチューブを直接購入したところ従来に比較し10%のコスト削減が達成された。分離発注方式のデメリットは、これまで一括発注することによって、メーカー側は部材欠陥、品質トラブルに対する責任も取っていたのが、東京電力の責任も生じてくることで、東京電力の品質管理能力も問われることになる。それでも1995年当時は分離発注方式の第一弾として本発電所の増設工事に適用を考えていた。
また、メーカーには建設費を30%削減すること求めた。これに応えるため、1998年10月、東芝と日立は建設費削減を目的に改良型沸騰水型軽水炉(ABWR)の設計を標準化することで合意し、受注も共同で実施、その第一弾として本発電所の7・8号機に狙いを定めた。両社は共にABWRのメーカーであるが細部の設計や使用資材では異なっていた。設計を共通化することで、設計期間を短縮し、資材メーカーの標準化・コスト削減上も有利で建設管理やメンテナンスの効率化にもつながるからである。ただし、設計共通化だけでは30%削減を達成出来ない可能性もあるため、東京電力は原子炉系、蒸気タービン系など個別に得意な方に割り振る方針も同時に明らかにしていた。
採用炉がABWRと発表されて以降、本発電所での建設に当たり追加・更新される具体的な技術仕様等についてはあまり明らかになっていなかったが、一部の方針は1999年11月17日の『日本経済新聞』で榎本聡明（当時常務）が示している。ポイントは上述のように建設コストの低減であるが、その方法が問題だった。これに先立ち、原子力建設部長の夏目暢夫（1995年当時）は『日本経済新聞』の取材に対して次のように答えている。従来は工法を改善し、設計を見直して設備を統合、簡素化するなど資材を削減してきたが夏目は「こうしたやり方は限界に近づいた」と認識し、今後の対応策として設計標準化を挙げ、柏崎刈羽原子力発電所6、7号機の基本設計をそのまま他の地点に利用することを視野に入れ始めていた。この方法はフランス電力公社が1970～80年代から得意としていた手法でもあり、そこから学んだという。その後榎本は柏崎刈羽6、7号機の基本設計をそのまま流用する候補として本発電所7、8号機を挙げ、新規技術の開発を控えることを方針として明らかにした。これにより、通常1基当たり約4000億円と見積もられる設計費が約20%削減出来ると見込んだ。共通化するコンポーネントは下記で、設置許可申請に必要な設計項目から選ばれていた。
1. 配管、ボイラー、タービンなど各機器のレイアウト
2. 個別機器の性能、熱・水量バランス
3. 災害に備えた安全設計

共通設計化による課題としては岩盤の高さで、本発電所の方が柏崎刈羽に比較して浅いが、基礎は柏崎刈羽と同じ深度まで掘り下げて基礎を構築する。掘削土量は増加するが総合コストは削減できる。
日経産業新聞が2000年1月4日に報じたところでは、この時期、東京電力は2000年3月のスタートを控えていた大口電力の自由化を強く意識し、全部門でコスト切り下げの検討を進めていた。当時の原子力部門がコストに占める割合は46%で火力部門と同等であり、IPP（独立発電事業者）として新規参入を検討していた昭和シェルは「業務用で三割以上は安い販売価格で電力会社に攻勢をかける」と宣言するなど、その脅威は大きく評価された。一方、1996年に通産省（当時）が可能と検討結果を公表していたため、新型機の設計を工夫するのみならず、既存設備の60年運転を積極的に進める姿勢を見せていた。

## 環境影響評価手続き
佐藤栄佐久は浜通りに建設されている発電施設に優先順位をつけ、東京電力に「火発先行」という要望を出し、東京電力は1999年1月、広野火力発電所5、6号機の増設を県と広野町に正式申し入れした。この件を本発電所の増設と対比した『月刊エネルギー』は環境影響評価法が1999年6月から施行され、法制化を機にアセス内容が強化されていることを踏まえ「増設申し入れ時期がずれ込めば、東京電力は環境アセスメント調査のやり直しを迫られる可能性が出てくる」と指摘している。このため、東京電力は早期のアセスメント報告と計画申し入れをしたが、佐藤栄佐久は1999年3月23日の記者会見で「アセスは国と事業者の関係。アセスと増設は別問題」と述べた。『政経東北』は法施行前に実施したアセスメント費用を数億円とし、『エネルギー』と同じく無駄になる懸念について解説している。
その後東京電力は、下記のように環境調査書を再度提出することとなった。2004年に「先行」した広野火力発電所では5号機が運転開始に至っているが、本発電所7・8号機の建設は進まなかった。
- 1999年(平成11年)4月14日 東京電力が環境影響調査書を提出[45][注 5][46]。
  - 同年6月4日 住民等意見の概要提出[46]。
  - 同年9月27日 知事意見提出[46]。
- 2000年(平成12年)2月15日 環境庁長官意見提出[46]。
  - 同年3月3日 資源エネルギー庁より環境評価準備書の勧告がなされる[46]。
  - 同年12月28日 環境評価報告書を提出[47]。
- 2001年(平成13年)1月　追加の環境影響調査書を提出[48]
  - 1月26日 福島第一原子力発電所7・8号機環境影響評価書が経済産業大臣から、環境保全に対して適正である旨の確定通知を受領[49]。

## 接続基幹系統の準備
更に、7、8号機の増設を見据え、「昭和70年代」に発電所からの送電電圧を100万Vに引き上げることも構想された。これは「南いわき幹線」として計画され、1992年頃は東京電力として2001年をめどに、最初に100万V送電を実施すると構想されていたこともある。これに連動して1992年には諸設備の100万V対応実証試験を開始していた。
実際には1995年11月に着工、2000年2月に完成し、南いわき開閉所から東群馬変電所まで195.4㎞を結び、総工費は2341億円であった。本発電所を含め福島地方で発電した電力を首都圏に送電する一翼を担う。当初は50万Vで送電を開始し、7・8号機の運転開始後100万Vに昇圧し、回線容量を増大する予定であった。

## トラブル隠し発覚による不信感の増大
しかしながら、2002年に東京電力原発トラブル隠し事件が発覚し、その余波は増設計画にも影響を与えた。2002年3月5日、2003年度を間近に控える中で東京電力は「一日も早く実施したい」にもかかわらず、増設を1年延期することとなった。この時点で延期は6度目であったが、佐藤栄佐久の姿勢は事件の発覚を受けて益々硬化していた。
トラブル隠しが表面化する少し前の2002年上半期、福島県は佐藤栄佐久の肝いりでエネルギー政策検討会を設け、原子力発電に賛成、反対の専門家を招聘して県として独自に原子力政策の検証を実施した。その際、双葉町が増設誘致決議を実施した1991年の前年である1990年に、同町の固定資産税が1億2000万円余りの減収になっていることに気付いた。佐藤栄佐久は県内全市町村に独自産業、産品の創出を促す政治方針を掲げていたが「双葉町議会は黙って座っているだけで固定資産税が入ってくる道を選んでいたのだ」と解釈し、不信感はこの時点で相当に増幅されていった。
なお事件の発覚を受け地元4町もそれまでの推進姿勢を転換し、2002年9月に増設の動きを凍結した。2007年、双葉町議会は2007年に増設凍結を解除したが、4町で構成する県原子力発電所所在地協議会では解除しなかった。このため東京電力は年度末を迎える度に「立地地域の理解を得るに至っていない」の言を繰り返さざるを得なくなり、毎年運転開始時期を1年ずつ繰り延べし続け、2009年4月で13回にも達した。2010年には14回目の延期が行われた。
なお、2000年代に入ると東京電力の設備投資額は1993年の1兆6800億円の3分の1あまりの水準で推移しており、2010年に出されたリリースによれば本発電所の増設を織り込んだ2010年度からの経営計画でも往時の半分程度、年7800億円程度であった。2010年時点での計画としては東通原子力発電所での増設計画や本発電所での高経年化対策と合わせて、2019年に原子力発電比率を48%まで高める計画を立てていた。更に、2010年度入社の新卒採用計画では、増設計画を見込んで運転・保守要員を増員するため、2009年度実績の805名に比較し265名増の1070名を採用する予定を立てている。

## 双葉町の財政悪化
双葉町は岩本町政時に増設を当て込んで公共投資を積み重ねた。社会資本投資を積極的に実施していた頃、双葉町は町の将来像として「自然と科学と未来が共生するエネルギーポリスの創造」を掲げ、「誰もが住みたくなるような魅力あふれる町」づくりが基本理念であった。具体的には当時8000人余りであった人口を2010年に1万3000人に増加させることを想定し、この計画の実現のためにも増設は欠くことが出来ないような目標であった。
しかし、増設が期待通りのペースで進まなかった結果、歳出だけが増大し、実質公債比率が全国で13番目（2003～2005年度平均、2006年度は32.5%でピークを記録）というレベルまで財政が悪化した。このため同町は「電源立地等初期対策交付金（期間II）」（限度額は39.5億円で年間の限度額は9.8億円）を県の判断を待たずに単独申請し、町議会は2007年6月に凍結を解除した。これは、増設が進まない主な理由が上述したような不祥事による県の不同意にあり、国側は同交付金の交付期間を「環境影響評価の翌年度」から「環境影響評価書の縦覧期間満了の翌年度から10年間」に延長したが、それでも満額交付のタイムリミットが迫っていたためであり、結局リミットを過ぎての申請受理となり一部カットされた。
2006年に岩本に代わって町長となった井戸川克隆は2009年、町財政を立て直す過程で『エネルギーフォーラム』の取材を受けた。この時、財政悪化を主要因として「現時点では原発立地自治体の失敗事例といえるかもしれません。ただ、原発の存在は町にとって非常に心強いことも確かです。交付金の額は雇用などと違って景気に左右されませんし（中略）ほかの多くの自治体のように特別な雇用対策をする必要性が生じていません」「増設が今後決まっても（中略）長い目で見れば徐々に減額しいつかはなくなるものです。一時収入が増えたからといって、しっかりと計画性を持たなければまたすぐ財政は悪化してしまいます。今回と同じことを繰り返してはいけません。」などと述べている。
本発電所の正門、および正門に繋がるメーン道路は大熊町側に存在するが、7・8号機の敷地は上述のように双葉町側にあり、増設誘致の際、将来的に双葉町側にも門を設けることを想定し、双葉町は1880mの進入路を建設した。建設時の工事用道路としての役割や完成後の渋滞を見込んで4車線で建設されたが、2010年時点ではぺんぺん草に覆われ歩道は歩行も困難な程打ち捨てられていた。一方で、この進入路建設のため双葉町は30億円の事業費を投じ、町財政悪化の一因となっていた。

## 計画中止
2010年9月13日に発表された、東京電力グループの中期経営指針「2020ビジョン」において、ゼロ・エミッション電源を積極的に導入し、2020年度に非化石エネルギー（水力、原子力、再エネ）による発電電力量比率を50%以上に目指す方針が定められ、「福島第一、東通の新増設計画の推進」を図ることが盛り込まれた。
しかし、それから半年余りが経過した2011年3月11日、東北地方太平洋沖地震が発生し、福島第一原子力発電所事故が連鎖的に続いた。その結果、2011年5月20日の取締役会にて増設計画の中止を決定した。佐藤雄平知事は「当然の結論」とのコメントを出した。大熊町の渡辺利綱町長はやむを得ないとしながらも「雇用の確保で原発が果たしてきた役割は大きく、長期的な町づくりに影響が出ることは間違いない」と述べた。

## その他
2000年に東京電力はABWRの後継となる次の新型プラントについて開発に着手した。これはBWRの系譜に属し、参加メーカーも従来通り日立、東芝、GEでABWR改良発展炉（ABWRII）と称した。出力をABWRに比べて3割増加し170万kWとし、燃料集合体を1.5倍に大型化して総本数を424本に減少させた設計であった。研究期間を10年としBWRを採用している国内電力各社にも共同開発を呼びかけ、開発費は200～300億円程度を予定。2015年頃実用化して本発電所1号機の更新に導入する構想であった。人的操作を必要としない安全管理機構を導入して安全性も高め、部品点数の削減で建設費を3000億円に抑制し、目標発電原価を5円としていた。しかし、こちらは長期計画にNナンバーとして掲載されることもなく、立地については正式な東京電力の計画として確定することはなかった。